# Быковский, Борис Анатольевич
Борис Анатольевич Быковский (род. 19 марта 1969, Липецк) — советский и российский хоккеист, нападающий. Мастер спорта.

## Биография
Воспитанник липецкого хоккея, первый тренер Олег Игоревич Зайцев. Играл за клубы «Трактор» Липецк / ХК «Липецк» (1983/84 — 1985/86, 1989/90, 1995/96, 2001/02), «Динамо» Москва (1986/87 — 1988/89), «Крылья Советов» (1989/90, 1992/93), «Кристалл» Электросталь (1989/90, 1995/96), «Буран» Воронеж (1989/90), «Торпедо» Ярославль (1990/91 — 1991/92), «Аллеге» (Италия, 1993/94 — 1994/95), «Есенице» (Словения, 1996/97), «Стинол» Липецк (1996/97), «Рунгстед Кобрас» (1997/98), «Рёдовре» (оба — Дания, 1998/99 — 2000/01.
Бронзовый призёр чемпионата Европы среди юниорских команд 1987. Победитель чемпионата мира среди молодёжных команд 1989.
Чемпион Дании (1999), серебряный призёр (2001). Включён в символическую сборную чемпионата Дании (1999).
Переехал в Нью-Йорк, где стал детским тренером («Лонг-Айленд Эрроуз», «Лонг-Айленд Ройалс», «Лонг-Айленд Галлс»).